# Philippe Husson
Philippe Husson, né le 22 juillet 1927 à Nouméa (Nouvelle Calédonie) et mort le  30 aout 2016 à Saint-Germain-de-la-Grange (Yvelines) est un diplomate français, ministre plénipotentiaire, membre de la délégation française à l’assemblée générale de l’ONU à New York, ambassadeur de France en Finlande et au Canada.

## Biographie

### Famille
Membre de la famille Husson, qui s’établit à la Martinique à la fin du XVIIIe siècle, il descend de Louis Thomas Husson, directeur de l’intérieur de la colonie, de Jules Husson, Marcel Husson et Jean Husson, diplomates et officiers, tous chevaliers, officier ou commandeur de la légion d’honneur.

### Études et carrière diplomatique
Philippe Husson, est diplômé de l'IEP de Paris, docteur en droit, licencié en théologie et ancien élève de l’ENA dont il sort en 1952. Il est alors nommé contrôleur civil au Maroc puis évolue à Bucarest, Moscou, Washington,Ottawa, avant de partir en URSS en 1974 pour devenir ministre-conseiller à Moscou. Représentant permanent adjoint de la France aux Nations unies à New York, en 1977, il est de 1977 à 1980 membre de la délégation française à l'assemblée générale de l'ONU. Il est nomméambassadeur de France en Finlande de 1981 à 1984 puis entre au quai d’Orsay pour occuper le poste d’inspecteur général adjoint des Affaires étrangères jusqu’en 1987. Il est alors nommé ambassadeur du Canada, poste qu’il occupe jusqu’en 1989. Après deux années passées au Quai d’Orsay comme directeur des archives, il devient, en 1992, conseiller diplomatique du gouvernement.

### Fin de carrière et vie associative
Membre de la Commission de publication des documents diplomatiques français (1992-2004) et de la Commission des archives du ministère des Affaires étrangères (1995-2004 et 2005-2013). Il s’investit également dans le monde associatif et devient vice-président du Centre français de protection de l'enfance de 1994 à 1998 puis de 2002 à 2003 et également dans l’association des anciens honneurs héréditaires dont il est Président de 2009 à 2015 puis Président d'honneur à partir de 2015 jusqu’à sa mort. Il est membre en 1997 puis membre d'honneur à partir de 2009, du Grand Magistère de l'ordre du Saint-Sépulcre

## Vie privée
Il est le descendant de Louis Thomas Husson, Gouverneur de la Martinique qui proclama l'abolition de l'esclavage le 23 mai 1848. Il est l'oncle de l'historien Édouard Husson et de la réalisatrice Eva Husson.

## Décorations
Il est Commandeur de la Légion d’honneur et de l’ordre national du Mérite, Grand-croix de l'ordre équestre du Saint-Sépulcre de Jérusalem et Commandeur Grand-croix de l'ordre du Lion de Finlande.